# Bruno von François

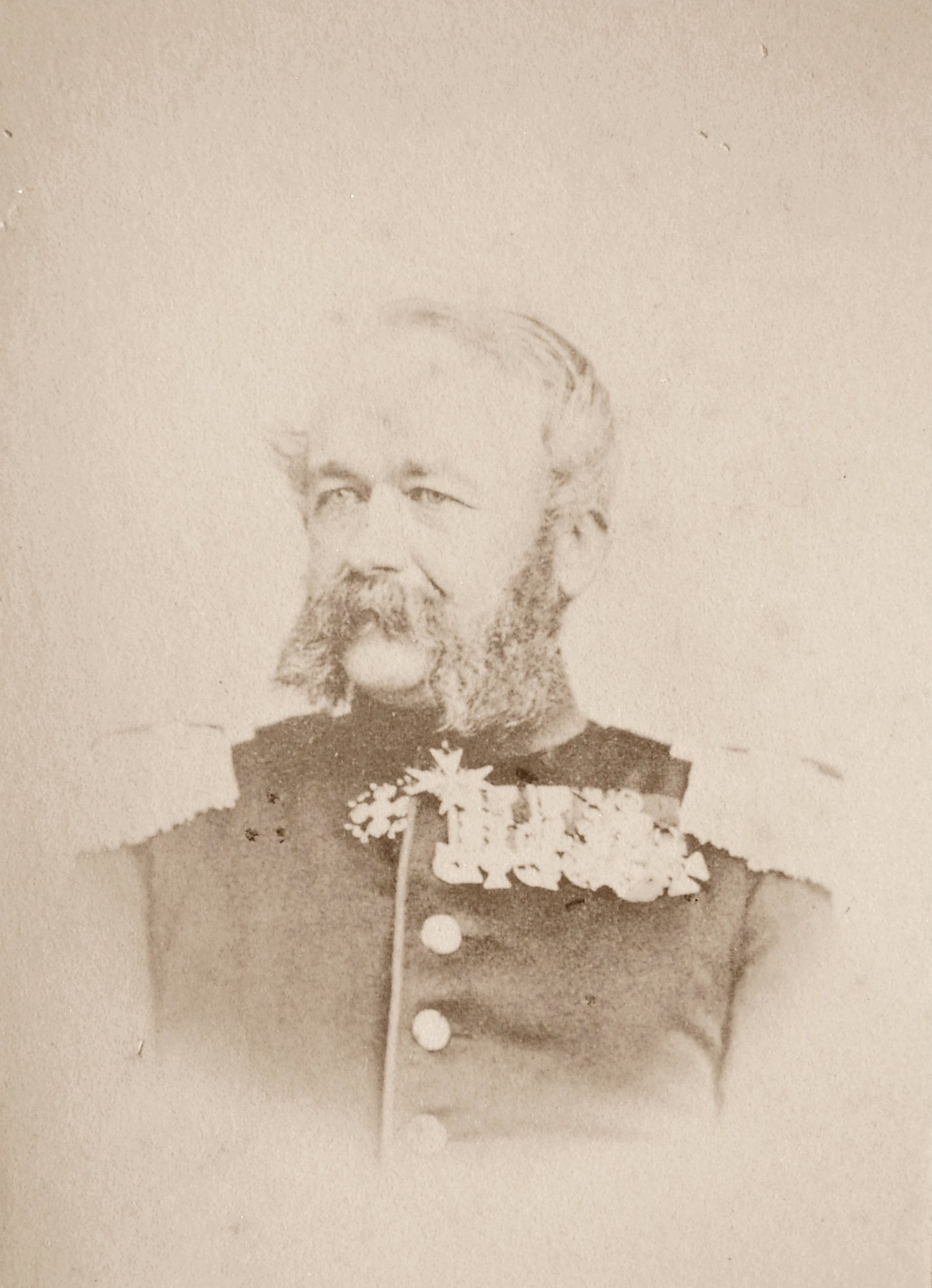
Bruno von François

Bruno Hugo Karl Friedrich von François (* 29. Juni 1818 in Magdeburg; † 6. August 1870 in Spicheren) war ein preußischer Generalmajor.

## Leben

### Herkunft
Er war der Sohn des späteren preußischen Generalleutnants Karl von François (1785–1855) und dessen Ehefrau Betty, geborene von Vangerow (1799–1844).

### Militärkarriere
François besuchte das Pädagogium in Halle und die Gymnasien in Koblenz, Köln und Luxemburg. Am 29. Dezember 1834 trat er als Musketier in das 37. Infanterie-Regiment der Preußischen Armee ein, das zu diesem Zeitpunkt von seinem Vater kommandiert wurde. Dort stieg er im Januar 1836 zum Sekondeleutnant auf und wurde ab 1. Oktober 1839 für drei Jahre zur weiteren Ausbildung an die Allgemeine Kriegsschule kommandiert. Im weiteren Verlauf seiner Militärkarriere nahm François 1864 am Krieg gegen Dänemark teil. Am 4. Januar 1866 beauftragte man ihn mit der Führung des Infanterie-Regiments Nr. 58 und ernannte ihn am 3. April 1866 zum Regimentskommandeur. Als solcher wurde François am 8. Juni 1866 Oberst und kämpfte im gleichen Jahr bei Nachod, Skalitz, und Schweinschädel gegen die Österreicher. In der Schlacht von Königgrätz wurde er am 3. Juli 1866 verwundet und am 20. September 1866 mit dem Orden Pour le Mérite ausgezeichnet.
Unter Stellung à la suite seines Regiments wurde François am 14. Juli 1870 mit der Führung der 27. Infanterie-Brigade beauftragt und am 26. Juli 1870 zum Generalmajor befördert. Fünf Tage später folgte seine Ernennung zum Kommandeur dieser Brigade, mit der er in den Krieg gegen Frankreich zog. Als Brigadekommandeur befehligte François das Niederrheinische Füsilier-Regiment Nr. 39 und das Hannoversche Infanterie-Regiment Nr. 74 am 6. August 1870 in der Schlacht bei Spichern. Kurz nachdem er nach der Erstürmung des Roten Berges das Plateau der Spicherer Höhen erreicht hatte, wurde er unter dem erhobenen rechten Arm getroffen und brach zusammen. Durch Präzisionsschützen von vier weiteren Kugeln getroffen, starb er. Angeblich waren seine letzten Worte: „Es ist doch ein schöner Tod auf dem Schlachtfelde; ich sterbe gern, da ich sehe, dass das Gefecht vorwärts geht.“
Sein umzäunter und mit einem Gedenkstein versehener Sterbeort liegt in unmittelbarer Nähe des Ehrenmals für das 1. Hannoversche Infanterie-Regiment Nr. 74. Sein Grab befindet sich auf dem Ehrenfriedhof des Deutsch-Französischen Gartens in Saarbrücken.
Die Grabinschrift lautet: „Er fiel von fünf feindlichen Kugeln getroffen im siegreichen Vorgehen bei Erstürmung der Spichernberge am 6. August 1870. Rosse werden zum Streittage bereitet aber der Sieg kommt vom Herrn. Spr. Salm. 21,31“.

### Familie
Am 13. August 1847 heiratete er in Luxemburg die aus Koblenz stammende Marie Amalie Helene von Wentzel (1829–1909), eine Tochter des Generalleutnants Wilhelm von Wentzel. Aus der Ehe gingen sechs Kinder hervor:
- Karl Wilhelm Bruno (1848–1850)
- Alfred Karl Bruno (* 2. Dezember 1849; † 22. Juni 1911), Generalmajor ⚭ 1892 Elisabeth Luise Erdmuthe Emilie von Petery (* 20. Oktober 1863)
- Olga Maria Friederike (1851–1879)
- Curt (1852–1931), Offizier der deutschen Schutztruppe in der Kolonie Deutsch-Südwestafrika und Gründer von Windhoek ⚭ Amalia Gereses, 1896–1911 ⚭ Margarethe Meyer zu Bohmte (* 17. Juli 1880)
- Hermann (1856–1933), preußischer General der Infanterie ⚭ Elisabeth Emma Olga von Besser (* 30. März 1859)
- Hugo (1861–1904), Offizier der deutschen Schutztruppe in Deutsch-Südwestafrika[4] ⚭ Else Goedecke

## Gedenken

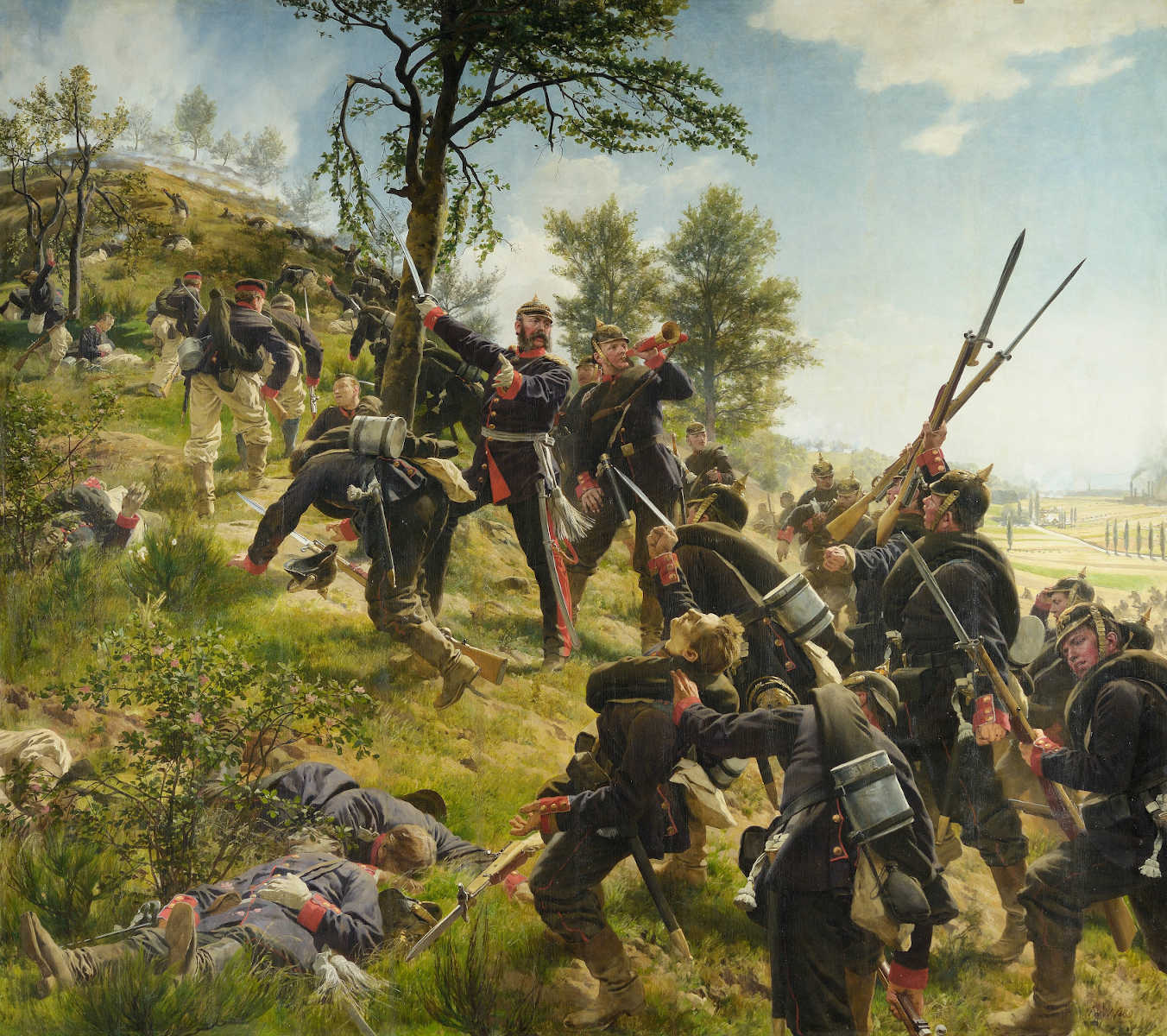
Anton von Werner: Sturm auf den Spicherer Berg, Saarbrücker Rathauszyklus, 1877–1880

In Darstellungen zum Deutsch-Französischen Krieg wurde die Aktion des Generals von François in der Schlacht von Spichern sehr oft über ihre strategische Bedeutung hinaus als Heldentat und sein Tod folglich als Heldentod dargestellt. Auf dem Monumentalgemälde Sturm auf den Spicherer Berg von Anton von Werner aus dem Jahr 1880 ist zu sehen, wie von François neben einem Trompeter stehend während der Schlacht von Spichern seine Soldaten zum Sturm auf den Roten Berg anspornt. Das Gemälde ist Teil des Saarbrücker Rathauszyklus, der zwei weitere Gemälde Werners mit Szenen aus dem Umfeld der Schlacht sowie vier Personenporträts umfasst und der Stadt Saarbrücken vom Königreich Preußen geschenkt wurde. Die Gemälde befanden sich in einem eigens dafür errichteten, saalartigen Anbau des damaligen Rathauses, des heutigen Alten Rathauses, am Saarbrücker Schlossplatz. Der Anbau, der als Sitzungs- und Festsaal genutzt wurde, wurde beim schweren Bombenangriff vom 5. Oktober 1944 auf Saarbrücken zerstört. Die Bilder konnten jedoch gerettet werden und waren danach im Rathaus St. Johann eingelagert. Mittlerweile befinden sich die Gemälde im Besitz des Historischen Museums Saar, wo sie seit 2021 ausgestellt werden.
Der Bildhauer Wilhelm Schneider modellierte 1895 zum 25-jährigen Gedenken der Schlacht zwei lebensgroße Statuen nach dem Bildausschnitt, der von François und den Trompeter zeigt. Die Figurengruppe „Von François mit Trompeter“ wurde als provisorisches Gipsmodell vor der Bergwerksdirektion in St. Johann aufgestellt und danach in den St. Johanner Volksgarten gebracht, wo es lange Jahre stand und ungeschützt der Witterung ausgesetzt mit der Zeit verfiel. Zu einem unbekannten Zeitpunkt wurden die Reste beseitigt. Die Ausführung eines gleichartigen Denkmals aus galvanisiertem Bronzeguss scheiterte an der Kostenfrage und der Frage einer möglichen Beteiligung der Stadt St. Johann an der Finanzierung des Projekts. 
Der Gedenkweg zu den Ehrenmalen auf den Spicherer Höhen ist nach Bruno von François benannt.

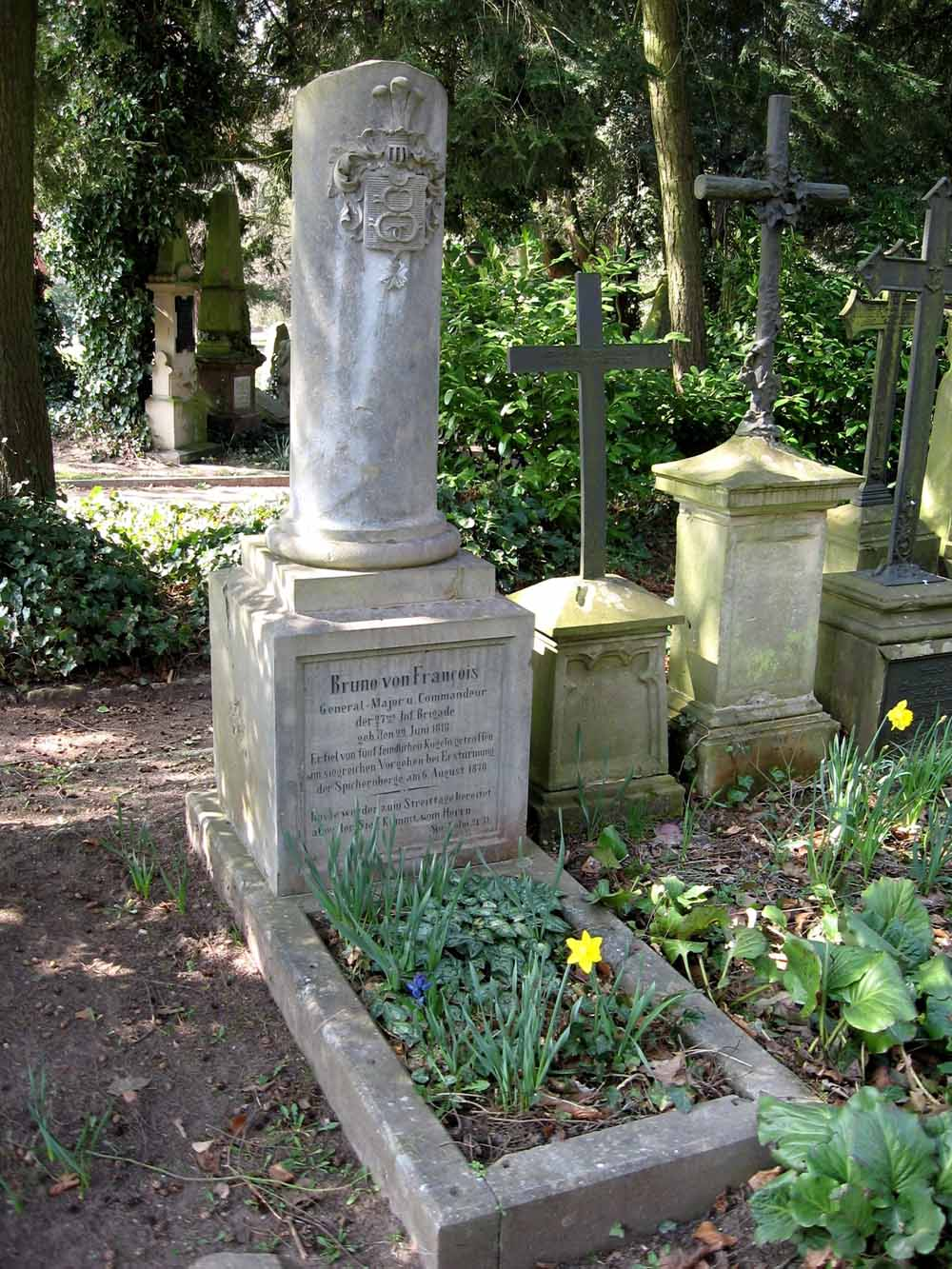
Grabstätte des Bruno von François im Deutsch-Französischen Garten in Saarbrücken
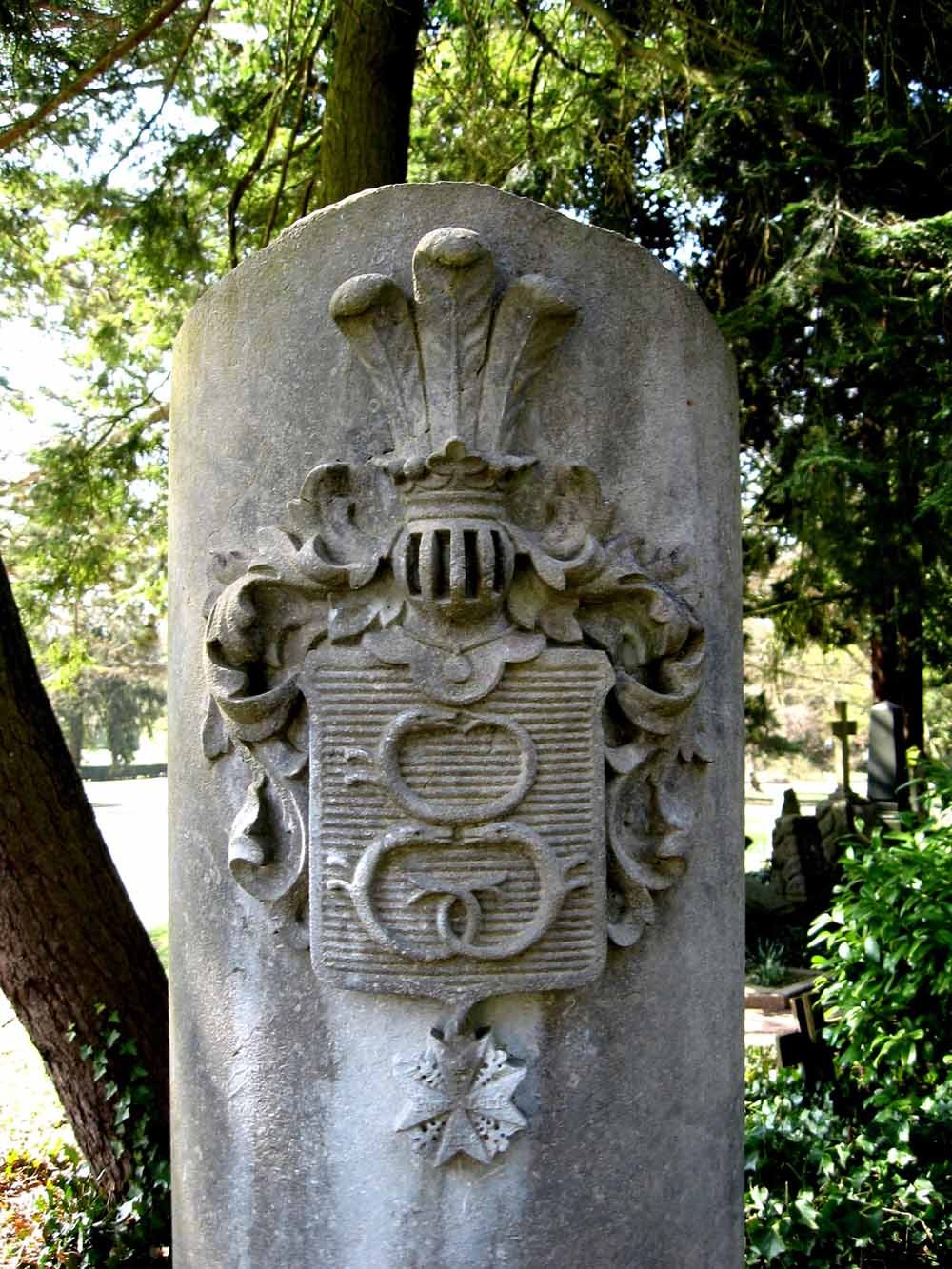
Wappen des Bruno von François an seinem Grab
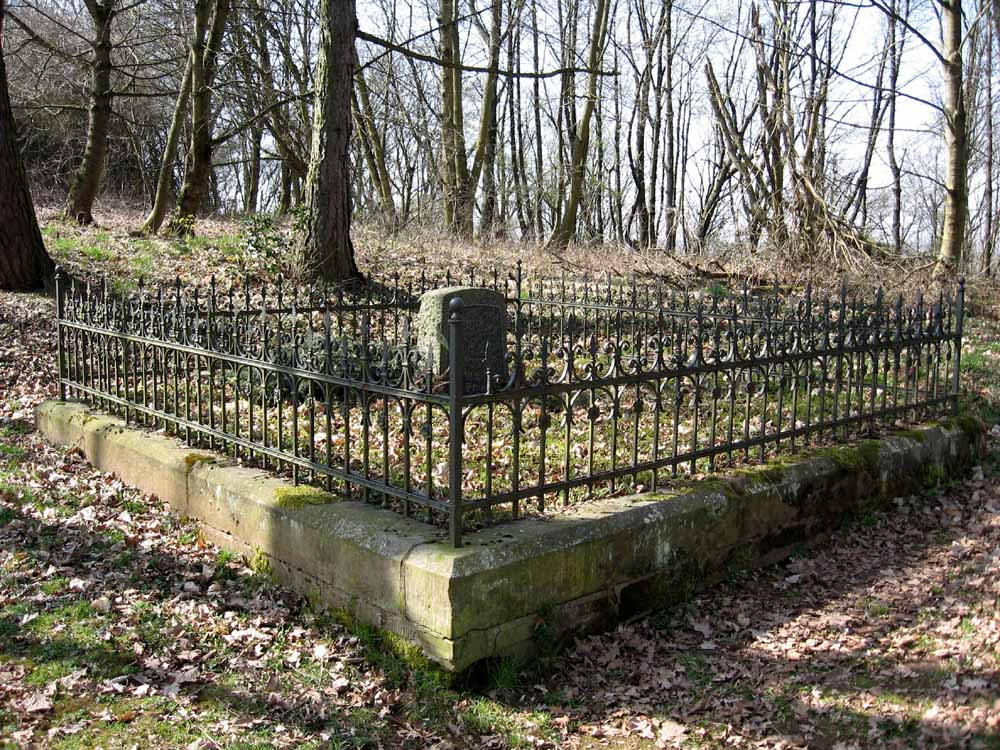
Sterbeort auf dem Roten Berg von Spicheren
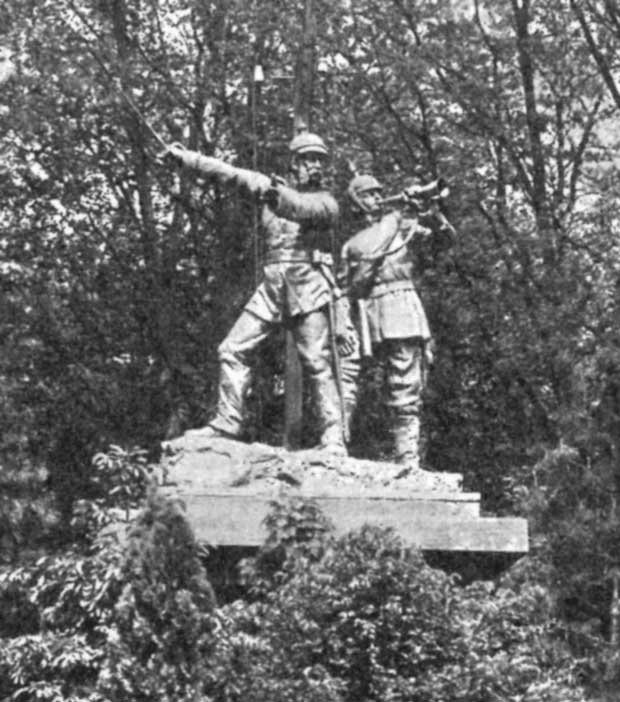
Figurengruppe „Von François mit Trompeter“
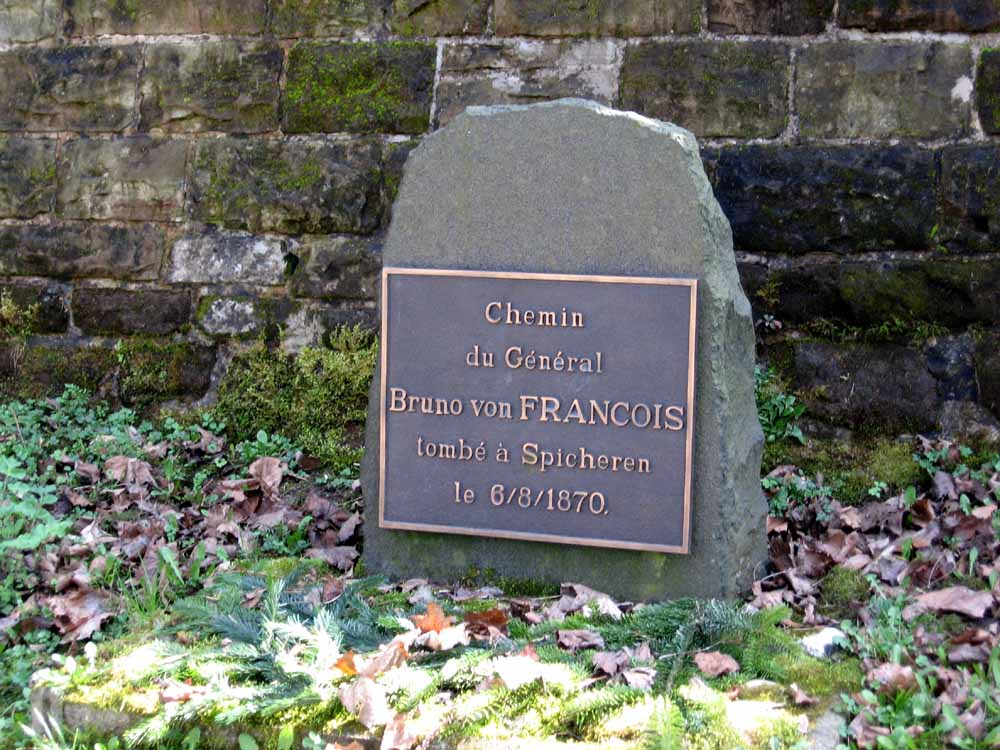
Hinweistafel zum Gedenkweg auf den Spicherer Höhen
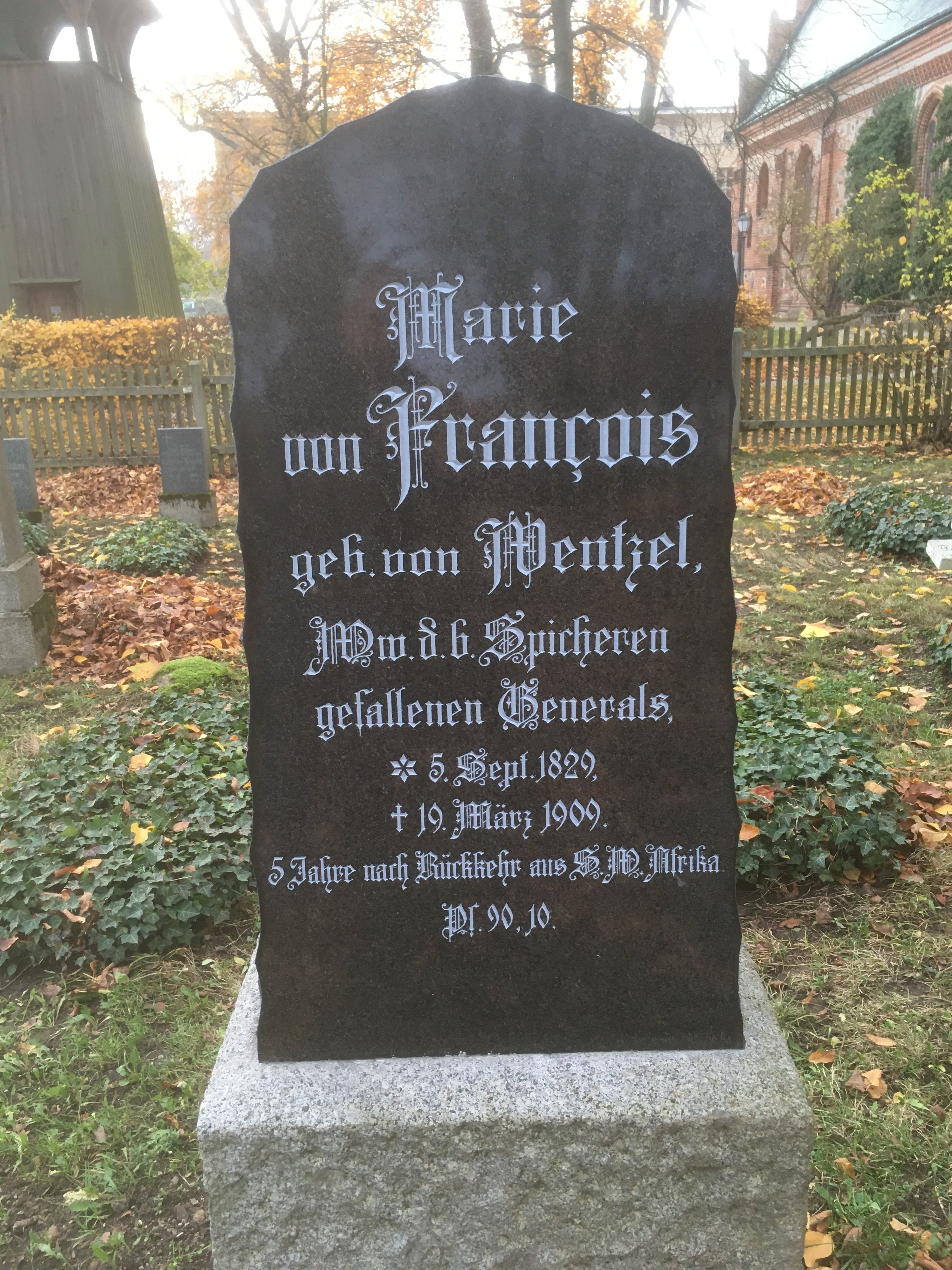
Grab seiner Frau Marie Amalie Helene von François geb. von Wentzel auf dem Friedhof des Klosters Stift zum Heiligengrabe

## Weitere Literatur
- Saarwald-Verein e. V. (Hrsg.): Ausflüge über die Spicherer Höhen. Heldenmut und Heldentod am Roten Berg. Bruno von François und Schultze-Katrin. Saarbrücken 2001, S. 19–24.
- Wulf Wein: Über den Gräbern ist lange schon Ruh. In: Saarbrücker Zeitung (Beilage „Heimat“) vom 29./30. Mai 2010, S. H 4.